# Balkivci
Balkivci (in ucraino Балківці?; in russo Балковцы?, Balkovcy; rumeno: Bălcăuți) è un villaggio dell'Ucraina situato nel distretto del Nistro (oblast' di Černivci).